# Coupland (Northumberland)
Coupland – przysiółek w Anglii, w hrabstwie Northumberland, w civil parish Ewart. Leży 74 km na północny zachód od miasta Newcastle upon Tyne i 470 km na północ od Londynu. W 1951 roku civil parish liczyła 216 mieszkańców.